# Хукер Джим
Хукер Джим (англ. Hooker Jim; 1851 — 1879) — один из командиров модоков, воин индейского племени модоков, участник Модокской войны.

## Биография
Хукер Джим родился в 1851 году. Он был сыном известного модокского знахаря и шамана Курчавого Доктора. Принял активное участие в вооружённом конфликте с американцами. После сражения на Лост-Ривер возглавил группу модокских воинов, которая устроила резню белых поселенцев, убив 18 человек, затем присоединился к лидеру модоков Капитану Джеку.
В начале 1873 года мирная комиссия, которая была создана министром внутренних дел США Коламбусом Делано для урегулирования конфликта с модоками,  прибыла к укреплению индейцев. Первоначально всем модокам, участвовавшим в перестрелках с белыми, была обещана амнистия, однако из-за давления со стороны жителей Орегона, чьи родные были убиты индейцами, члены комиссии отказались от своего предложения об амнистии для группы Хукера Джима. Сам Хукер Джим был активным сторонником продолжения военных действий и уговаривал Капитана Джека не соглашаться на мир с американцами.  Чтобы укрепить свою власть Капитан Джек согласился на план Хукера Джима и Шончина Джона. Во время переговоров лидер модоков и ещё несколько воинов достали револьверы и убили двух человек из мирной комиссии, среди убитых оказался генерал Эдвард Кэнби. Модокская война продолжилась.
После боя на Драй-Лейк среди модоков начались разногласия. Хукер Джим и его последователи сдались армии США. Эта группа модоков согласилась содействовать в поимке Капитана Джека в обмен на амнистию за убийства поселенцев. Новый командующий, генерал Джефферсон Коламбус Дэвис, взял их под защиту армии, пообещав помилование. Благодаря Хукеру Джиму военный лидер мятежных модоков был захвачен и повешен 3 октября 1873 года.
По окончании Модокской войны Хукер Джим был отправлен на Индейскую Территорию, где и скончался в 1879 году.